# Сомалийская партия зелёных
Сомалийская партия зелёных (сомал. Xisbiga Demoqaraadiga Cagaaran ee Somalia) — небольшая сомалийская политическая партия. Одна из первых партий зелёных в странах Глобального Юга, создана в 1990 году. Партия преимущественно ориентирована на защиту окружающей среды. Является членом Федерации зелёных партий Африки.

## Цели партии
- Создание института, основанного на лидерстве сообщества, который может исследовать и изучать способы борьбы с опустыниванием в Сомали
- Проведение экологических исследовательские экспедиций в Сомали, отдавая приоритет тем районам, испытывающим серьезный экологический стресс
- Создание питомников древесных плантаций и внедрение программы лесовосстановления, особенно в сильно пострадавших районах
- Обеспечение профессиональной подготовки, чтобы сельские жители могли стать самодостаточными и поддержание здоровых средств к существованию, без необходимости разрушения окружающей среды
- Разработка сельскохозяйственных схем для оказания помощи фермерам в посадке деревьев, обеспечение здоровыми семенами, сельскохозяйственным оборудованием, а также общей подготовкой и консультациями.
- Организация и управление существующими элементами общества, тех членов общества, которые уже обладают хорошим восприятием экологических проблем
- Повышение уровня понимания окружающей среды среди всего народа Сомали
- Организация периодических семинаров для всех серьезно пострадавших регионов и, если возможно, приглашение международных неправительственных организаций для оказания помощи в оценке ущерба, нанесенного окружающей среде Сомали

Также партия проводит следующие мероприятия:
- Повышение осведомленности на всех возможных уровнях о Конвенции ООН по борьбе с опустыниванием
- Подготовка и распространение информационных бюллетеней, брошюр, наклеек и других сувенирных изделий, которые несут в себе сообщения об экологической осведомленности.
- Пробовать найти международные фонды, партнерства, руководство и поддержку для достижения целей и задач организации
- Создание препятствий для тех, кто занимается экспортом древесного угля (между партией и Федеральным агентством по окружающей среде ОАЭ было подписано коммюнике, в котором партия потребовала запретить импорт древесного угля из Сомали)
- Создание общественных комитетов, которые участвуют на всех уровнях в связи с Конвенцией ООН по борьбе с опустыниванием и во всех последующих процедурах
- Обмен информацией и ресурсами с международными экологическими неправительственными организациями.

## Штаб-квартира
Главные штаб-квартиры партии расположены в Могадишо и Джилибе на юге Сомали. У партии в планах открыть филиалы партии в северных регионах — Пунтленд и Сомалиленд, а также в самом южном районе Кисмайо. Кроме того, у партии есть свой международный офис, который находится в Оттаве.